# Diolcogaster iridescens
Diolcogaster iridescens är en stekelart som först beskrevs av Cresson 1865.  Diolcogaster iridescens ingår i släktet Diolcogaster och familjen bracksteklar. Inga underarter finns listade i Catalogue of Life.